# محمود شفیعی قهفرخی
محمود شفیعی قَهفِرُخی (۱۲۹۳-۱۳۷۲) ادب‌پژوه ایرانی و استاد ادبیات فارسی دانشگاه تهران بود.
او برای نگارش کتاب شاهنامه و دستور در سال ۱۳۴۳ برندهٔ جایزه سلطنتی کتاب سال شد.
دکتر محمود شفیعی در ۳۰ تیرماه ۱۲۹۲ شمسی در قهفرخ (فرخ‌شهر فعلی) استان چهارمحال و بختیاری چشم به جهان گشود و پس از هشتاد سال زندگی در نخستین روز آذر ۱۳۷۲ این جهان را وداع گفت. او سال‌های ابتدایی تحصیلاتش را در زادگاه گذراند. سپس همراه برادرش رضا به اصفهان رفتند. در آنجا برادرش به علت بیماری در گذشت و او تا گرفتن دیپلم در اصفهان بود. پس از انجام خدمت وظیفه راهی تهران شد و تحصیلاتش را در رشتهٔ حقوق دانشگاه تهران ادامه داد و پس از دریافت کارشناسی حقوق به استخدام بانک ملی ایران درآمد و سپس تحصیلاتش را تا کارشناسی ارشد حقوق ادامه داد. در بانک ملی مدارج رشد را طی کرد و از مسئولان بلندپایهٔ بانک و از صاحب نظران حقوقی آن شد. آخرین سمتشان ریاست ادارهٔ حقوقی بانک ملی ایران بود. هم زمان به تحصیل در رشته ی زبان و ادبیات فارسی ادامه داد و به درجهٔ دکترا در ادبیات فارسی نائل آمد. رساله ی دکترای او با استاد بدیع‌الزمان فروزانفر در زمینهٔ قاعده‌های دستور زبان در شاهنامه بود که بعداً با تکمیل، آن با عنوان «شاهنامه و دستور» به چاپ رسید. همسرش اخترالسادات ارفعی که خود نیز شاعره بود (با تخلص ستاره)، در تالیف و چاپ این کتاب با او همیاری و همکاری داشت. کتاب شاهنامه و دستور در سال ۱۳۴۴ برنده جایزه بهترین کتاب سال شد. چاپ دومش را نیز در سال ۱۳۷۷ به همت خانم ارفعی دانشگاه تهران منتشر کرد. ایشان کتابهای چاپ شده دیگری با عناوین «دانش و خرد فردوسی» و «شیوه ی خط و دستور زبان فارسی» دارند. همچنین  در سال ۱۳۸۴ کتاب «ستاره و کیوان» که مجموعهٔ اشعار ایشان و همسرشان است، به همت خانم ارفعی به چاپ  رسید. از  آقای دکتر محمود شفیعی آثاری نیز درباره ی نظامی و حافظ  به جای مانده که هنوز چاپ نشده اند.
محمد شفیعی سال‌ها استاد دانشگاه ملی ایران (شهید بهشتی کنونی) و مدارس عالی پارس، پرستاری، شفا، آزادگان تهران و علوم اراک بود.

## نمونه شعر
شعر شفیعی قهفرخی در ستایش محمد بن عبدالله:
مژده یاران را که آمد صبح و طی شد شام تار
گشت گیتی جلوه گاه لطف خاص کردگار
رخت بست اهریمن جهل و نفاق و جور و کین       
شد گریزان دیو پستی و پلیدی از دیار
از  سروش آمد به گوش جان ندای معرفت       
جبرئیل آورد دل را باز آرام و قرار
عیسی مریم ز نو بر جسم مرده جان دمید           
موسی عمران ید بیضای خود کرد آشکار
نخوت نمرودی و افعال فرعونی نماند               
گشت ابراهیم با دین حنیفش پایدار
ابر رحمت خوب و خوش باید باران بی دریغ       
کان احسان کرد ظاهر لعل و گوهر بی‌شمار
عالم فرتوت را در کالبد امد روان               
شد حقیقت ظاهر و گردید باطل بر کنار
ایزد دادار گیتی را نهادی نو نهاد       
با خجسته بعثت پیغمبر والا تبار
احمد و محمود، ابوالقاسم، محمد آن که هست       
افتخار خلق عالم، آفرینش را مدار
معنی «طه» و «یس» رمز اسماء و صفات           
زبده اولاد آدم، حجت پروردگار
هم حبیب خالق و هم بهترین خلق خدا             
آیه «انا فتحنا» لشکر او را شعار
«هل اتی» و «المدثر» شمه‌ای ز احوال او             
آیه «ن و القلم» چ وصفی است او را از هزار
«قاب قوسین» است حد سیر او در قرب حق           
گرچه نزد عارف این حد هم ندارد اعتبار
بود احمد واصل و در وصل، حد و مرز نیست       
رمز «اوادنی» بدان تا وارهی زین گیر و دار
گشت طالع نور یزدان در وجود مصطفی               
بود احمد پیش نور ذوالجلال آیینه‌وار
اهل بینش در وجودش ذات واجب دیده‌اند               
داند این اسرار آن کاو شد به معنی هوشیار
آن چه بُد پیغمبران را خود به ادیان پیش از این         
دین احمد کرد کامل حبذا آیین‌گذار
آن‌که حق توصیف و تحسین ورا «لولاک» گفت         
آفرینش را به سر تاجی بود از افتخار
«ماعرفنا» بر زبانش بد زفرط بندگی     
لیکن آن را دل بدی سرشار از اسرار یار
آن که با عین الیقین، دید آنچه بُد حق الیقین         
حق به «ما زاغ البصر» دادش بدان درگاه، بار
ای وجودت فیض محض و ای کمالت بی‌همال       
وی به پیش شخص تو شخص جهان جسمی نزار
ای گذشته دفرف عشقت ز حد لامکان               
وی سپرده عرش و کرسی با پی گردون سپار
لوح را اول تو خواندی عقل اول خود تویی   
«عَلَّمَ الاَسْما»یی و بر بوالبشر آموزگار
ای به خلقت اولین و ای به بعثت آخرین              
مقتدای عالم از آغاز تا روز شمار
ای وجودت سرمدی وی هستی‌ات بی‌منتها
بی کرانی، بی کران را نیست سر حد و جوار
ای بیانت سر به سراعجاز «ان یاتوا بمثل»                
مدعی گو گر توانی آیتی چونان بیار
شخص تو انسان کامل دین تو دین تمام               
و آن کتاب آسمانیت از معارف پر شمار
نام و خلق و خلقت و سیرت محمّد بد تو را         
«احسن التقویم»  را هستی گواهی استوار
پیش از خلق بس «کنت نبیا» گو شدی         
دولتت از ابتدا تا انتهای روزگار
گرچه بودی در ظهورت انبیا را واپسین       
لیک باشی اول و سالار این خیل کبار
رحمة للعالمینی رحمتی از حق بخواه               
تا کند نوع بشر حق را ز باطل اختیار
حق مردم را به نفع خویشتن رحجان نهیم               
عزت خود را نخواهیم و کسان را خوار و زار
آدمی از راه دین سوی سعادت ره برد         
ور ندارد دین زعلم و فن نگردد رستگار
قدرت قانون نباشد ضامن اجرای حق                     
نیروی دین گر نباشد حاکم گیتی مدار
ترس قانون مانع از جرم است اما در علن                   
دین بود پیدا و پنهان پیش کار بد، حصار
دین کند اصلاح جان و فکر و خوی آدمی       
آفرین بر قدرتی کاندر ضمیر آید به کار
تربیت را باید اندر باطن مردم اثر     
خلق را آرایش ظاهر نیفزاید عیار
گر نباشد دین نگهبان، نیست دانش سودمند       
علم بی‌دینان بشر را در بلا سازد دچار
غیر دین، خودخواهی ما را که می‌گیرد لگام؟       
گر نباشد دین، که بندد نفس سرکش را مهار؟
در شریعت امتیاز آدمی تقوای اوست                
نه جمال و جاه و نسبت نه ضیاع و نه عقار
گر بود پرهیزگاری کم نصیب از علم و فن           
بی گمان به باشد از دانای ناپرهیزگار
اجتماع خلق از خوی نکو گیرد نظام             
ثروت و صنعت چه سود، ار بود مردم دیو سار
هست «کیوان» نا امید از حاصل طاعات خود       
لیک باشد در شفاعت از نبی امیدوار
باد تا باشد جهان، نام محمد جاودان                   
باد تا هستی است باقی، دین احمد برقرار